# Frank Bladin

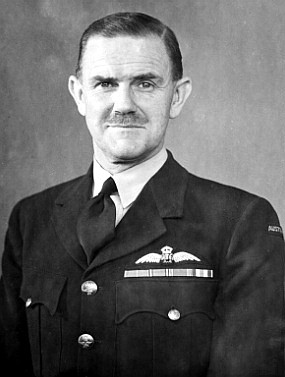
Air Commodore Frank Bladin, 1943.

Francis Masson (Frank) Bladin, född 26 augusti 1898 i Korumburra, Australien, död 2 februari 1978 i Melbourne, Australien, var en australisk militär i australiska flygvapnet (RAAF). 
Han föddes på landsbygden i Victoria och utexaminerades Royal Military College, Duntroon 1920. Bladin överfördes från armén till flygvapnet 1923 och lärde sig flyga vid RAAF Point Cook, Victoria. Han höll i utbildningen innan han tog befälet över No. 1 Squadron 1934. Tyst men auktoritativ fick han smeknamnet "Dad" som hyllning för den omsorg han visade sin personal.
Han var wing commander vid andra världskrigets utbrott och i september 1941 hade Bladin utnämnts till tillfällig air commodore. Han blev flygchef för nordvästra militärområdet i mars 1942 efter de första japanska flygangreppen på Darwin, Northern Territory. Han ledde personligen flera flyganfall mot fiendens territorium och mottog amerikanska Silver Star för sin tapperhet. I juli 1943 var Bladin placerad vid No. 38 Group RAF i Europa. Han tilldelades Kommendör av Brittiska imperieorden samma år.
Bladin befordrades till ställföreträdande air vice-marshal 1946. Han var bland den grupp av högre officerare som bidrog till att omforma efterkrigstidens RAAF. Hans roller i slutet av 1940-talet och tidigt 1950-tal inkluderar stabschef för brittiska samväldets ockupationsstyrka i Japan, flygchef för östra militärområdet (senare RAAF Air Command) och Air Member for Personnel. Bladin utnämndes till  riddare av Bathorden 1950 och han pensionerade sig 1953. Han var aktiv under många år inom krigsveteranerna före sin död 1978, 79 år gammal.